# Brouwerij Damy
Brouwerij Het Damberd ook wel verkort tot Damy is een voormalige brouwerij gelegen in de Heirweg in de Belgische plaats Olsene.

## Geschiedenis
Brouwerij Het Damberd is ontstaan uit een herberg die rond 1540 begon eigen bier te brouwen. Rond 1880 hervormde baron de Borchgrave de herberg tot een firma en verbouwde de brouwerij aanzienlijk. Deze werd in 1930 overgenomen door de familie Verougstraete en uitgebreid. De brouwerij werd in 1985 doorverkocht aan een Antwerpse drankenhandelaar. De brouwerij stopte de werkzaamheden eind 1993 na een overname door Brouwerij Huyghe uit Melle.
De herberg, de oude en de recentere woning van de eigenaars waren gelegen langs de Grote Steenweg. De achtergelegen brouwerij was te bereiken langs de tussenliggende Graevestraat.

## Bieren
- Dams Pils
- Damy Beer
- St Idesbald
- Pelgrim
- Forta
- Forta Special